# Liurananinae
Liurananinae is een onderfamilie van kikkers uit de familie Ceratobatrachidae. De groep werd voor het eerst wetenschappelijk beschreven door Liang Fei, Cameron D. Siler, Chang-yuan Ye en Jian-ping Jiang in 2010.
Er zijn drie soorten die allemaal behoren tot een enkel geslacht, de onderfamilie is monotypisch. De verschillende soorten komen voor in delen van Azië en leven in de landen China, India en Myanmar.

## Taxonomie
Onderfamilie Liurananinae

- Geslacht Liurana

Onderfamilie Alcalinae

Geslacht Alcalus
Onderfamilie Ceratobatrachinae

Geslacht Cornufer

Geslacht Platymantis
Onderfamilie Liurananinae

Geslacht Liurana